# Paris femtonde arrondissement
Paris femtonde arrondissement är ett av Paris 20 arrondissement. Arrondissementet har namnet Vaugirard och är uppkallat efter den tidigare kommunen Vaugirard.
Femtonde arrondissementet består av fyra distrikt: Saint-Lambert, Necker, Grenelle och Javel.
Arrondissementet inbegriper Tour Montparnasse, Gare de Javel, Maison de la culture du Japon à Paris och Hôpital européen Georges-Pompidou. 

## Kyrkobyggnader
- Notre-Dame-de-l'Arche-d'Alliance
- Église Notre-Dame-de-la-Salette
- Notre-Dame-de-Nazareth
- Saint-Antoine-de-Padoue
- Saint-Christophe-de-Javel
- Saint-Jean-Baptiste de Grenelle
- Saint-Jean-Baptiste-de-La-Salle
- Saint-Lambert de Vaugirard
- Saint-Léon
- Chapelle Notre-Dame-du-Lys
- Chapelle Saint-Bernard-de-Montparnasse
- Chapelle néo-gothique de la clinique Blomet
- Sainte-Rita
- Chapelle de l'ancien hôpital Boucicaut
- Maison Saint-Charles, chapelle des Sœurs Dominicaines de la Présentation

## Bilder
| - Notre-Dame-de-la-Salette. - Saint-Jean-Baptiste de Grenelle. - Saint-Lambert de Vaugirard. - Sainte-Rita. |